# Єфімако Володимир Олександрович
Володимир Олександрович Єфімако (28 травня 1985) — український тренер жіночих футбольних команд.

## Біографія
Займався футболом як гравець у місцевій ДЮСШ, але у ранньому віці зацікавився з тренерською діяльністю. Мама за професією — педагог, тато захоплювався аматорським футболом. Першою можливістю роботи в статусі тренера стала команда дівчат спортивної секції в загальноосвітній школі у 2006 році. Згодом працював тренером жіночої команди «Торпедочка» (Миколаїв), а 2017 року очолив Комітет жіночого футболу Миколаївської області. Також був головним тренером збірної Миколаївської області з футболу серед дівочих команд та клубу «Спартак-Оріон».
Також Єфімако був засновником і тренером футбольної жіночої команди «Ніка» (Миколаїв). Саме із його ім'ям пов'язані головні успіхи цього колективу. Доросла команда «Ніки» під його керівництвом вигравала «бронзові» медалі у 2017.  Вигравали Першу лігу U-14 і U-15 у 2017 та 2018 роках, а U-16 — Вищу лігу у 2019 році. У 2020 вибороли право на вихід у Вищу лігу Чемпіоната України серед жіночих команд.
Після злиття «Ніки» та «Кривбасу» у липні 2021 року Єфімако увійшов до штабу Аліни Стеценко в «Кривбасі», як її асистент. Влітку 2022 року після уходу Стеценко, Єфімако став новим головним тренером команди. Під його керівництвом криворіжанки стали віцечемпіонками України і вперше в історії вийшли до жіночої Ліги чемпіонів. Після цього 24 червня Єфімако вирішив покинути «Кривбас».
2 липня 2023 року був призначений новим головним тренером жіночої команди «Динамо» (Київ).
3 липня 2024 чемпіонки України-жіноча команда "Ворскла" розпочала роботу під керівництвом нового головного тренера Володимира Єфимака.